# Port lotniczy Ptuj
Port lotniczy Ptuj – port lotniczy w miejscowości Moškanjci, niedaleko miasta Ptuj (Słowenia). Obsługuje połączenia krajowe.